# Mohammad Mehdi Yaghoubi
Mohammad Mehdi Yaghoubi (persisch محمدمهدی یعقوبی; * 2. April 1930 in Qazvin; † 25. September 2021) war ein iranischer Freistilringer. Er war Teilnehmer an den Olympischen Sommerspielen 1952 in Helsinki, 1956 in Melbourne und 1960 in Rom.
Er feierte seine größten internationalen Erfolge mit der Silbermedaille bei den Olympischen Sommerspielen 1956 in Melbourne und der Bronzemedaille bei den Ringer-Weltmeisterschaften 1951 in Helsinki.